# Zespół Szkół Mechanicznych w Elblągu
Zespół Szkół Mechanicznych w Elblągu – placówka edukacyjna powstała w 1946 roku.

## Kalendarium
- 1 listopada 1946  Powstaje pierwsza klasa o profilu budowlanym przy ul. Pocztowej
- 16 sierpnia 1947  Szkoła otrzymuje nazwę Państwowe Liceum Mechaniczne
- 1 września 1949  Zostaje powołane do życia Państwowe Liceum Budowlane
- 1 września 1948  Zmiana siedziby szkoły na ulicę Długą – (obecnie Komeńskego)
- 04.09.1949  Powołane zostaje Państwowe Liceum Mechaniczne dla Dorosłych
- 1 listopada 1950  Zostają uruchomione warsztaty szkolne przy Państwowym Liceum Mechanicznym
- 1 września 1951  Szkoła zostaje przekształcona w Technikum Budowy Maszyn
- 1 września 1958  Kuratorium Okręgu Szkolnego w Gdańsku uznaje TBM za szkołę świecką
- 01.05.1959  Szkoła zostaje przemianowana na Technikum Mechaniczne
- 1 września 1963  Przyłączone zostaje Technikum Przemysłu Torfowego
- 31.12.1968  Przeniesienie warsztatów szkolnych pod zarząd Zasadniczej Szkoły Zawodowej nr 1
- 1 września 1971  Otwarto Średnią Szkołę Zawodową przygotowującą Robotników Kwalifikowanych
- 1 października 1971  Technikum Mechaniczne otrzymuje imię gen. Karola Świerczewskiego
- 1 września 1973  Powołanie zbiorczego zakładu szkolnego o nazwie Zespół Szkół Zawodowych nr 1
- 1 września 1974  Wprowadzenie 1 klasy Technikum Drzewnego dla Pracujących

(w kooperacji z ZWP)
- 1 stycznia 1977  Zmiana nazwy szkoły na Zespół Szkół Mechanicznych
- 1 września 1981  Powstaje filia ZSG KWK "Polska" w zawodzie: górnik technicznej eksploatacji złóż
- 1 września 1989  Wycofanie mundurków (pozostają tylko emblematy)
- 25 października 1990  Kuratorium Oświaty i Wychowania w Elblągu uchyla imię patrona szkoły, gen. Karola Świerczewskiego
- 1 września 1992  Utworzono Technikum Elektroniczne
- 1 września 1995  W Zespole Szkół Mechanicznych powstaje Liceum Techniczne
- 1 września 2002  Powstaje Liceum Profilowane
- 1 września 2003  Powstaje Szkoła Policealna
- 1 września 2005  Powstaje Technikum

## Dyrektorzy szkoły
- 1 września 1946 – 31 sierpnia 1949 – Kazimierz Mościcki
- 1 września 1949 – 31 sierpnia 1950 – Ludwik Skiba
- 1 września 1950 – 24 lutego 1953 – Bronisław Oborski
- 25 lutego 1953 – 31 sierpnia 1976 – Aleksander Kociałkowski
- 1 września 1976 – 31 sierpnia 1983 – Bohdan Jarmoła
- 1 września 1983 – 31 sierpnia 1985 – Klemens Borchardt
- 1 września 1985 – 31 sierpnia 2002 – Janusz Lewandowski
- 1 września 2002 – 31 sierpnia 2012 – Ryszard Smoliński
- 1 września 2012 – 31 sierpnia 2025 - Mariusz Bachanek
- od 1 września 2025 - Leszek Wilk